# Pleuroxus aduncus
Pleuroxus aduncus är en kräftdjursart som först beskrevs av Louis Jurine 1820.
Pleuroxus aduncus ingår i släktet Pleuroxus och familjen Chydoridae. Inga underarter finns listade i Catalogue of Life.